# Heinrich Leist
Karl Theodor Heinrich Leist (* 1. Mai 1859 in Meitzendorf; † 12. März 1910 in Chicago) war ein deutscher Jurist und Kolonialbeamter. Als Vertreter des seinerzeit beurlaubten Gouverneurs von Kamerun löste er 1893 eine Meuterei aus, als er Frauen dienstverweigernder afrikanischer Soldaten auspeitschen ließ. Sein Fall erregte in Deutschland großes öffentliches Aufsehen.

## Leben
Leist wurde als Sohn des Divisionspredigers a. D. Friedrich Leist geboren. Nach dem Besuch des Gymnasiums am Kloster Unser Lieben Frauen in Magdeburg und einem Studium der Rechtswissenschaften an der Universität Halle sowie an der Friedrich-Wilhelms-Universität Berlin war er Referendar beim Amtsgericht Groß-Salze und den Landgerichten Halle und Magdeburg. 1887 wurde er Gerichtsassessor. 1888 trat er in die Staatseisenbahnverwaltung ein und wurde bei der Königlichen Eisenbahndirektion Erfurt angestellt. 1889 wurde er in das Auswärtige Amt berufen, wo er 1890 zur Kolonialverwaltung übertrat. In den 1880er Jahren besuchte Leist mit dem Gouverneur der deutschen Kolonie Kamerun Jesko von Puttkamer die portugiesischen Kolonien São Tomé und Príncipe, um die dortige Plantagenwirtschaft kennenzulernen und nach Kamerun zu übertragen. Von ihrer Reise nahmen sie Kakaosamen mit, in den 1890er Jahren begann am Kamerunberg dann die systematische Plantagenwirtschaft.
Leist stieg bis zum Gouvernements-Kanzler der Kolonie Kamerun auf und kommandierte dort, wie der Journalist Bartholomäus Grill schreibt, eine „regelrechte Terrortruppe“: In rebellische Regionen und gegen afrikanische Konkurrenten der deutschen Händler schickten er und sein Gerichtsassessor Ernst Wehlan Strafexpeditionen, bei denen rücksichtslos Häuser niedergebrannt, Felder verwüstet und Menschen getötet wurden. Zwar kritisierte er in einem Bericht vom Juli 1893 zwei Faktorei-Mitarbeiter der Firma C. Woermann wegen ihrer „fortwährenden Brutalitäten gegen die Eingeborenen“. Dabei stand für Leist vor allem die Missachtung des kolonialen Gewaltmonopols im Vordergrund. Kurz darauf löste er aber selbst durch massive Gewaltanwendung einen großen Kolonialskandal aus:
Von Juni 1893 bis Februar 1894 vertrat Leist den auf Urlaub in Deutschland weilenden Gouverneur Eugen von Zimmerer. In dieser Zeit ließ er die Frauen dienstverweigernder afrikanischer Söldner vor deren Augen nackt auspeitschen. Außerdem wurden ihm Vergewaltigungen nachgesagt. Eine Folge seines Vorgehens war der sogenannte Dahomey-Aufstand, an dem sich auch Frauen beteiligten. Die Dahomey-Söldner überfielen am 15. Dezember 1893 die Beamtenmesse in Duala, um Leist zu töten, erschossen aber irrtümlich den Assessor Otto Riebow. Nach der Niederschlagung der Meuterei durch die Marinesoldaten ließ Leist 29 Männer hängen und 34 Frauen zur Zwangsarbeit auf weit entfernte Plantagen deportieren.
Der „Fall Leist“ erregte im  Deutschen Reich erhebliches Aufsehen. Am 19. Februar 1894 wurde er zum Gegenstand einer Debatte im Reichstag, bei der die Misswirtschaft, die Mängel in der Verwaltung und die erbarmungswürdigen Zustände zur Sprache kamen, in denen die Afrikaner unter deutscher Kolonialherrschaft zu leben hatten. Dabei kam auch zur Sprache, dass, entgegen der anderslautenden Kolonialpropaganda, die Sklaverei auch unter deutscher Kolonialherrschaft weiterexistierte. Eugen Richter von der Deutschen Freisinnigen Partei forderte eine Gefängnisstrafe für Leist, der Vorsitzende der SPD August Bebel präsentierte dem Parlament eine Nilpferdpeitsche, die in Kamerun gegen Frauen und Männer eingesetzt wurde. In der Folge dieses und anderer Kolonialskandale bemühte sich die Reichsregierung 1896, die Befugnisse und Zuständigkeiten von Körperstrafen und Hinrichtungen in den Kolonien genauer zu regeln. Versuche, weitere Gewaltexzesse zu verhindern, scheiterten aber, weil auch danach sowohl die exekutive als auch die richterliche Gewalt in den Händen der Kolonialbeamten verblieb.
Leist wurde nach Deutschland zurückbeordert und vor Gericht gestellt. Das Verfahren vor dem Disziplinargerichtshof in Potsdam ergab 1894, dass er unter dem Vorwand, dass die Männer ohnehin sterben würden, Gefangene hatte töten oder verletzt und angebunden hatte stehen lassen, bis ihre offenen Wunden von Parasiten befallen waren. Leist wurde mit einer Gehaltskürzung und einer Versetzung bestraft, allerdings ohne Rangverlust. In einem Revisionsverfahren entließ der Reichsdisziplinarhof in Leipzig Leist 1895 aus dem Beamtenverhältnis unter Verlust aller Bezüge. Strafrechtlich war er nicht zu belangen. Noch im gleichen Jahr emigrierte Leist in die Vereinigten Staaten und eröffnete eine Praxis als Rechtsanwalt und Notar in Chicago. Dort starb er am 12. März 1910 an den Folgen eines Unfalls.

## Ehrungen
- 1892: Ritterkreuz Zweiter Klasse des Ordens der Wachsamkeit und des Weißen Falken durch den Großherzog von Sachsen.